# Proasellus chauvini
Proasellus chauvini är en kräftdjursart som beskrevs av Henry och Guy Magniez1978. Proasellus chauvini ingår i släktet Proasellus och familjen sötvattensgråsuggor. Inga underarter finns listade i Catalogue of Life.